# Varenguebec
Varenguebec ist eine französische Gemeinde mit 329 Einwohnern (Stand 1. Januar 2022) im Département Manche in der Region Normandie. Sie gehört zum Arrondissement Coutances und zum Kanton Créances.

## Lage
Die Gemeinde Varenguebec liegt am Fluss Douve im Süden der Halbinsel Cotentin im Regionalen Naturpark Marais du Cotentin et du Bessin, etwa auf halbem Weg zwischen Saint-Lô und Cherbourg. Nachbargemeinden von Varenguebec sind Saint-Sauveur-le-Vicomte im Nordwesten und Norden, Rauville-la-Place im Norden, Crosville-sur-Douve und La Bonneville im Nordosten, Picauville im Osten, Montsenelle im Südosten, Neufmesnil im Süden sowie Doville im Südwesten und Westen.

## Toponymie
Varenguebec bedeutet auf skandinavisch gewundener Fluss. vrang- bedeutet höchstwahrscheinlich quer und -bekkr bedeutet Bach und ist mit dem deutschen Wort verwandt.

## Bevölkerungsentwicklung
| Jahr                       | 1962 | 1968 | 1975 | 1982 | 1990 | 1999 | 2006 | 2013 | 2022 |
| -------------------------- | ---- | ---- | ---- | ---- | ---- | ---- | ---- | ---- | ---- |
| Einwohner                  | 432  | 414  | 358  | 324  | 280  | 292  | 330  | 325  | 329  |
| Quellen: Cassini und INSEE |      |      |      |      |      |      |      |      |      |

## Sehenswürdigkeiten

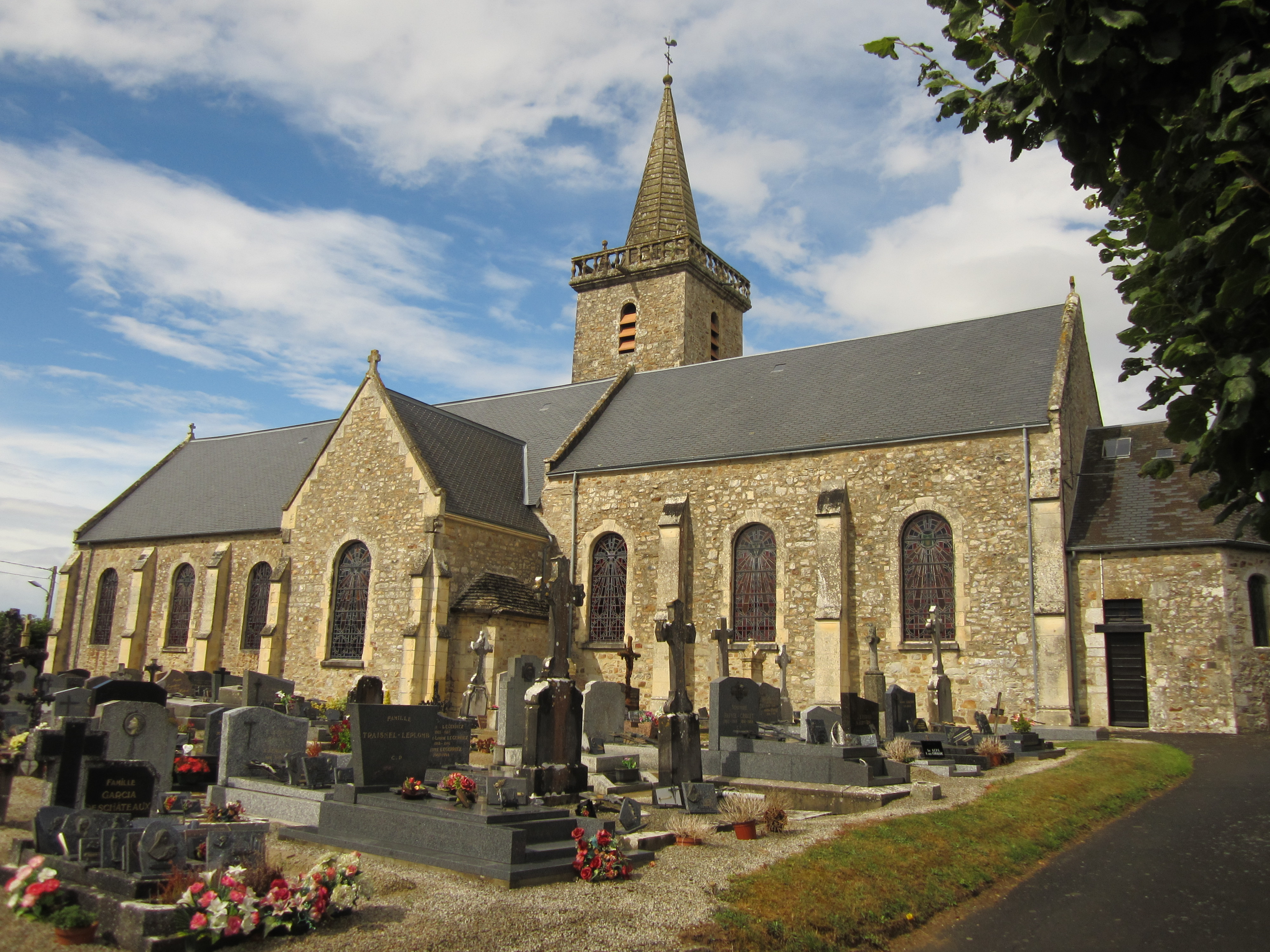
Kirche Saint-Martin

- Kirche Saint-Martin

## Persönlichkeiten
- François I. d’Orléans-Longueville (1447–1491), Graf von Dunois

## Belege
1. ↑   René Lepelley. Dictionnaire étymologique des noms de communes de Normandie. Presses universitaires de Caen. Seite 263. ISBN 2-905461-80-2